# ボストン (帆走フリゲート)
| USS Boston |                              |
| 艦歴       |                              |
| 発注       |                              |
| 起工       |                              |
| 進水       | 1799年5月20日                |
| 就役       | 1799年                       |
| 退役       |                              |
| その後     | 1814年8月24日に炎上          |
| 性能諸元   |                              |
| 排水量     | 400トン                      |
| 全長       | 134 ft                       |
| 全幅       | 34 ft 6 in                   |
| 吃水       | 11 ft 6 in                   |
| 機関       | 帆走                         |
| 乗員       | 士官、兵員220名              |
| 兵装       | 12ポンド砲26門 8ポンド砲12門 |

ボストン (USS Boston) は、28門の大砲を搭載したアメリカ海軍の帆走フリゲート。ボストンで建造され、1799年5月20日に進水した。フランスとの擬似戦争、第一次バーバリ戦争、米英戦争に参加した。
1779年7月から1800年6月までフランスの私掠船からアメリカの商船を守るため西インド諸島で活動した。1800年6月15日にボストンに戻り、同年9月に再び西インド諸島へ向かった。10月12日、ボストンはフランスの小型のフリゲートLe Berceauと交戦し、Le Berceauを捕獲した。この戦闘でボストンは7名の死者と8名の負傷者を出した。ボストンはLe Berceauを曳航して11月にボストンに戻った。西インド諸島での活動中、ボストンはLe Berceauのほかにも7隻を捕獲した。
1801年の冬、ボストンはロバート・リビングストンをフランスへ運び、それからトリポリ沖で地中海戦隊に加わった。1802年5月16日、ボストンは6隻ないし7隻の砲艦と交戦した。ボストンは1802年10月にボストンに戻った。それからワシントンへ向い、そこに係船された。
米英戦争の勃発に際してもボストンは修理する価値がないとされてワシントンで係船されたままにされ、1814年8月24日にイギリスの手に渡るのを防ぐため焼却処分された。

## 参照
- この記事はアメリカ合衆国政府の著作物であるDictionary of American Naval Fighting Shipsに由来する文章を含んでいます。 記事はここで閲覧できます。